# Monique Sullivan
Monique Sullivan (Calgary, 21 februari 1989) is een voormalig baanwielrenster die onder meer medailles won op de Pan-Amerikaanse kampioenschappen baanwielrennen.

## Carrière
Bij de junioren won Sullivan haar belangrijkste medaille op de wereldkampioenschappen baanwielrennen bij de keirin. In datzelfde jaar werd ze tweemaal vijfde op de Pan-Amerikaanse kampioenschappen bij de elite. In de jaren die volgden won ze dertien medailles op de Canadese kampioenschappen in de jaren 2008 tot en met 2011 en 2015. Op de Pan-Amerikaanse kampioenschappen won ze in totaal vier gouden medailles, tweemaal bij de sprint en bij de keirin. Ook nam ze in haar carrière zesmaal deel aan de WK op de baan. Haar beste resultaat behaalde ze in 2015 toen ze vierde werd op de keirin.
Ze nam tweemaal deel aan de Olympische Zomerspelen, in 2012 en 2016. Ze won hier geen medailles. Wel won ze medailles op de Gemenebestspelen en de Pan-Amerikaanse Spelen. In 2010 werd ze samen met Tara Whitten derde op de teamsprint bij de Gemenebestspelen van dat jaar. Vijf jaar later won Sullivan drie medailles op de Pan-Amerikaanse Spelen van 2015. Ze won de keirin, sprint en teamsprint, die reed ze samen met Kate O'Brien. Sullivan was de eerste Canadese die drie gouden medailles won op de Pan-Amerikaanse Spelen.
Na haar eerste deelname aan de Olympische Zomerspelen in 2012 koos ze ervoor om in 2013 tijdelijk te stoppen als professioneel baanwielrenster om meer aandacht te kunnen geven aan haar studie. Tussen 2014 en 2016 keerde ze toch terug. Na haar tweede deelname aan de Olympische Zomerspelen in 2016 stopte ze als professioneel baanwielrenster. Hierna volgde ze een studie werktuigbouwkunde aan de Universiteit van Calgary. Ook riep ze de Monique Sullivan Development Fund Award in het leven, deze prijs werd uitgereikt aan jonge en beloftevolle wielrenners. Eind 2019 ontving ze de CBE Legend Award voor haar maatschappelijke verdiensten en prestaties aan de universiteit.

## Palmares
| Jaar        | CK                                             | P-AK                                 | WK                                  | Overige                                                |
| Als juniore | Als juniore                                    | Als juniore                          | Als juniore                         | Als juniore                                            |
| ----------- | ---------------------------------------------- | ------------------------------------ | ----------------------------------- | ------------------------------------------------------ |
| 2007        |                                                |                                      | keirin                              |                                                        |
| Als elite   |                                                |                                      |                                     |                                                        |
| 2007        |                                                | 5e keirin 5e sprint                  |                                     |                                                        |
| 2008        | 500m tijdrit · keirin · sprint                 |                                      |                                     |                                                        |
| 2009        | sprint · 500m tijdrit · 4e keirin · 8e scratch | teamsprint                           | 13e keirin 19e sprint               |                                                        |
| 2010        | 500m tijdrit · keirin · sprint                 | 500m tijdrit · 4e sprint · 5e keirin | 9e keirin 14e 500m tijdrit          | Gemenebestspelen: · teamsprint                         |
| 2011        | keirin · sprint                                | sprint · keirin                      | 15e sprint                          |                                                        |
| 2012        |                                                | keirin · sprint                      | 13e keirin 16e sprint               | Olympische Spelen: 6e keirin 11e sprint                |
| 2013        |                                                |                                      |                                     |                                                        |
| 2014        |                                                | keirin · sprint                      |                                     |                                                        |
| 2015        | sprint · 500m tijdrit · keirin                 | sprint · teamsprint                  | 4e keirin 12e teamsprint 15e sprint | Pan-Amerikaanse Spelen: · keirin · sprint · teamsprint |
| 2016        |                                                |                                      | 9e teamsprint 21e keirin 27e sprint | Olympische Spelen: 8e teamsprint 17e sprint 25e keirin |